# Хантер-Уитфилд, Теренс
Теренс Хантер-Уитфилд (англ. Terrence Hunter-Whitfield; род. 2 февраля 1999, Ettrick, Виргиния) — американский баскетболист. Выступает за БК «Шеки».

## Карьера
Родился 2 февраля 1999 года в статистически обособленной местности Этрик, округ Честерфилд штата Виргиния (США).
Обучался в Военной академии Массануттена.
С 20 февраля 2018 года выступал за баскетбольный клуб «Катоба» колледжа Катоба.
С 21 октября 2021 года выступал за «Virginia State Trojans». В сезоне 2021/22 сыграл в 26 играх. Из них в 17 играх в стартовом составе. Результативность по голам — 42 %. Забил 111 мячей из 266 бросков. Процент трёхочковых — 35 %. Являлся лидером команды по количеству забитых штрафных с 93 штрафными забитыми (из 123 бросков). Набрал за сезон 354 очка, в среднем 17 очков за игру. Являлся лидером по подборам (188). Сделал 39 результативных передач.
В игре против «Уинстон-Сейлем» 1 июня 2022 года набрал рекордные для себя 31 очко и 11 подборов.
Выступал в Ираке за клуб «AL Hilla».
22 декабря 2024 года заключил контракт с баскетбольным клубом «Шеки», выступающим в чемпионате Азербайджана по баскетболу.